# Krzysztof Włodarczyk (bokser)
Krzysztof Włodarczyk, ps. Diablo (ur. 19 września 1981 w Warszawie) – polski bokser, były mistrz świata organizacji WBC i były mistrz świata organizacji IBF w kategorii junior ciężkiej (do 200 funtów).

## Kariera bokserska

### Amatorska
W wieku 14 lat rozpoczął amatorskie zajęcia bokserskie, dołączając do warszawskiego klubu „Gwardia”. Jedynym jego większym sukcesem jako amatora było zajęcie trzeciego miejsca na mistrzostwach Europy kadetów w 1997. Został też dwukrotnym mistrzem Polski juniorów. Jako amator stoczył 66 walk; 61 z nich wygrał (44 przed czasem). Mając 19 lat, przeszedł na zawodowstwo.

### Zawodowa
Pierwszą zawodową walkę stoczył 10 czerwca 2000, podczas której pokonał Andreia Georgieva przez nokaut w drugiej rundzie. 7 grudnia 2001 wygrał pas interkontynentalnego mistrza świata federacji IBF, pokonując Vincenzo Rossitto przez techniczny nokaut w 10. rundzie.
4 maja 2002 obronił tytuł interkontynentalnego mistrza świata federacji IBF, pokonując Badarę M’baye’a przez nokaut w szóstej rundzie. 21 września tego samego roku w Stargardzie Szczecińskim wywalczył tytuł międzynarodowego mistrza Polski w kategorii junior ciężkiej, pokonując Siergieja Krypenicha przez TKO w piątej rundzie. 23 listopada 2002 obronił pas interkontynentalnego mistrza świata federacji IBF, zwyciężając Ismaila Abdoula przez techniczny nokaut w ostatniej, 12. rundzie.
Pierwszą porażkę w karierze poniósł 26 kwietnia 2003 podczas walki o pas interkontynentalnego mistrza świata federacji WBA z Pawłem Mielkomianowem, którą przerwał po doznaniu rozcięcia łuku brwiowego. 28 czerwca tego samego roku zdobył tytuł międzynarodowego mistrza Polski w kategorii junior ciężkiej, pokonując Roberto Coelho na punkty po 10-rundowym pojedynku. 13 grudnia 2003 zdobył tytuł młodzieżowego mistrza świata federacji WBC, zwyciężając z Siergiejem Karaniewiczem na punkty po 10. rundach.
27 marca 2004 obronił pas międzynarodowego mistrza Polski, pokonując Raymonda Ochienga w pierwszej rundzie przez techniczny nokaut. 5 czerwca tego samego roku zdobył pas federacji WBF, nokautując w szóstej rundzie Alaina Simona. 25 września 2004 obronił pas młodzieżowego mistrza świata federacji WBC, zwyciężając na punkty z Josephem Marwą po 10-rundowym pojedynku.
16 kwietnia 2005 zdobył tytuł mistrza Unii Europejskiej EBU, nokautując Ruedigera Maya w 10. rundzie. 11 czerwca tego samego roku ponownie obronił tytuł młodzieżowego mistrza świata federacji WBC, tym razem pokonując Johna Keetona przez nokaut w czwartej rundzie.
25 marca 2006 zmierzył się z Imamu Mayfieldem, byłym mistrzem świata federacji IBF, którego pokonał po 12. rundach jednogłośnie na punkty, dzięki czemu zdobył wakujący pas regionalnego mistrza WBC i tytuł mistrza świata federacji IBC. 25 listopada tego samego roku zdobył tytuł mistrza świata federacji IBF, pokonując niejednogłośnie na punkty Steve’a Cunninghama.
26 maja 2007 przystąpił do rewanżowej walki o tytuł mistrza świata federacji IBF z Cunninghamem. Tym razem zwyciężył Amerykanin, pokonując Polaka dwa do remisu. Była to druga porażka Włodarczyka na zawodowym ringu. 20 października tego samego roku po raz drugi w karierze zdobył wakujący pas federacji IBC, pokonując w pierwszej rundzie przez nokaut Dominique’a Alexandra.
16 maja 2009 stoczył pojedynek z Giacobbe Fragomenim o tytuł mistrza świata federacji WBC. Po 12. rundach sędziowie orzekli remis, choć w dziewiątej rundzie Włoch był liczony. 16 maja 2010 zdobył pas federacji WBC w kategorii junior ciężkiej, pokonując Giacobbe Fragomeniego poprzez techniczny nokaut w ósmej rundzie. 31 lipca tego samego roku został uhonorowany przez federację WBC statuetką za „najbardziej dramatyczną walkę 2009”. 25 września 2010 obroł pas mistrza świata federacji WBC w kategorii junior ciężkiej, pokonując Jasona Robinsona jednogłośnie na punkty po 12 rundach (w stosunku 117-111, 115-113 i 116-112)
2 kwietnia 2011 po raz drugi obronił tytuł mistrza świata federacji WBC w kategorii junior ciężkiej, pokonując niejednogłośnie na punkty Francisco Palaciosa po 12 rundach (w stosunku 118:112, 116:113 i 113:115). Przebieg walki, w której obaj bokserzy byli pasywni, zaskoczył publiczność, która wygwizdała obu zawodników. Palacios częściej zadawał ciosy, a w wywiadzie po walce uznał siebie za zwycięzcę. Wynik walki i sposób sędziowania zostały uznane za kontrowersyjne i były szeroko komentowane w portalach bokserskich, a także przez ludzi boksu, takich jak Steve Cunningham, Maciej Zegan i Jerzy Kulej. Transmisję telewizyjną z walki obejrzało 2,2 mln osób.
30 listopada 2011 obronił tytuł mistrzowski WBC, pokonując przez TKO Danny’ego Greena w 11. rundzie, choć wcześniej przegrywał punktowo u wszystkich sędziów.
W rewanżu z Palaciosem, rozegranym 22 września 2012 we Wrocławiu, wygrał jednogłośnie na punkty, tym razem bez kontrowersji.
21 czerwca 2013 w Moskwie pokonał Rachima Czachkijewa w ósmej rundzie przez nokaut, a ich pojedynek został uznany przez federacje WBC za najbardziej dramatyczną walkę roku. 6 grudnia 2013 w hali UIC Pavilion w Chicago obronił pas WBC, wygrywając z Giacobbe Fragomenim przed czasem w szóstej rundzie.

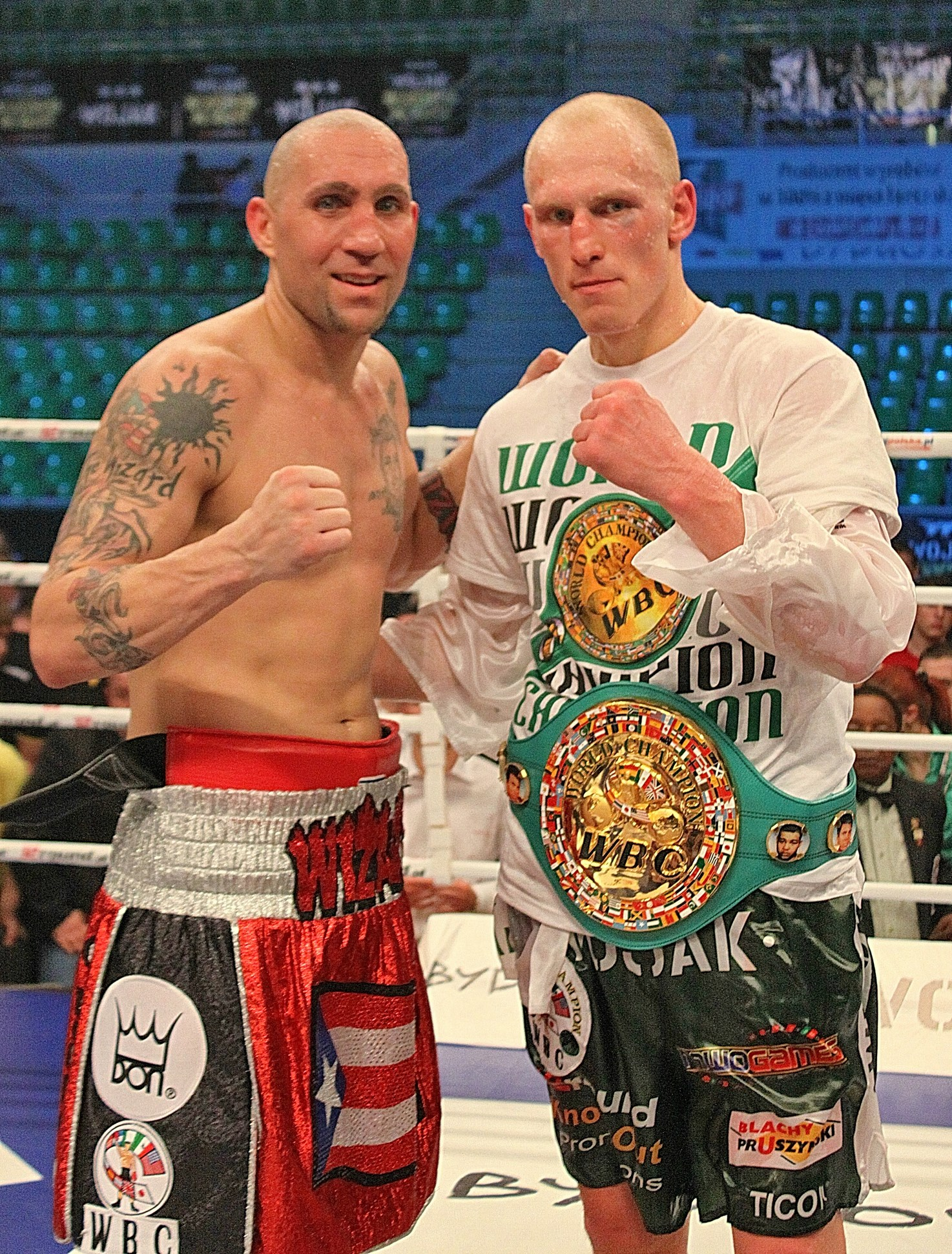
Francisco Palacios i Włodarczyk po walce o pas mistrzowski w Bydgoszczy (2011)

27 września 2014 w Moskwie zmierzył się z Grigorijem Anatoljewiczem Drozdem, z którym przegrał na punkty, tracąc tym samym pas mistrza świata federacji WBC. W 2014 w programie Sport Klub As Wywiadu odebrał nagrodę dla najlepszego polskiego pięściarza 2013.
4 marca 2016 po półtorarocznej przerwie zmierzył się w Sosnowcu z Walerijem Brudowem, którego pokonał przez techniczny nokaut w drugiej rundzie. 28 maja tego samego roku w Szczecinie pokonał przez techniczny nokaut w czwartej rundzie Kaia Kurzawę, zdobywając interkontynentalny pas organizacji IBF w kategorii junior ciężkiej. 10 grudnia 2016 pokonał jednogłośnie na punkty Leona Hartha (w stosunku 116-112, 116-112, 115-113).
20 maja 2017 spotkał się na ringu w Poznaniu w finałowym eliminatorze do tytułu mistrza świata federacji IBF z Noelem Gevorem, którego pokonał niejednogłośnie na punkty po 12 rundach (w stosunku: 116-112, 113-115, 115-114). 21 października tego samego roku w Prudential Centre w Newark przegrał z Muratem Gasijewem (24-0, 17 KO) walkę o mistrzowski pas organizacji IBF, zostając znokautowany ciosem na korpus w trzeciej rundzie, przez co odpadł z turnieju World Boxing Super Series.
10 lutego 2018 w Nysie pokonał przed czasem w drugiej rundzie Adama Gadajewa. 3 czerwca tego samego roku odniósł zdecydowane zwycięstwo z Olanrewaju Durodolą w walce wieczoru gali w Rzeszowie, zwyciężając po 10 rundach. 6 października 2018 na gali Nosalowy Dwór Knockout Boxing Night 4 w Zakopanem zmierzył się z Alem Sandsem, którego pokonał w drugiej rundzie.
23 marca 2019 w Łomży pokonał jednogłośnie na punkty (96-94, 97-93, 99-92) Aleksandru Jura. 30 listopada tego samego roku w Zakopanem pokonał jednogłośnie na punkty (98:92, 97:93, 96:94) Taylora Mabikę.
17 lipca 2021 w Suwałkach po 20 miesiącach przerwy pokonał na punkty (79-73, 80-72, 79-73) Wadyma Nowopaszyna. 6 listopada tego samego roku na gali Challengers Boxing Night 3 w Nowym Sączu odnotował swoje 60. zwycięstwo w karierze, pokonując Maximiliano Jorge Gomeza po czterech rundach.
7 października 2023 w Jastrzębiu-Zdroju pokonał przez TKO w siódmej rundzie Fabio Maldonado. 4 listopada tego samego roku w Zakopanem podczas gali KnockOut Boxing Night 31 znokautował w pierwszej rundzie Edwina Mosquerę.
25 maja 2025 w Kaliszu zdobył tymczasowy pas WBC wagi bridger, nokautując Adama Balskiego w 10. rundzie ciosem lewym sierpowym po zerwaniu klinczu.

## Lista walk zawodowych w boksie
| Wynik      | Rekord | Przeciwnik (bilans przed walką)        | Rozstrzygnięcie | Runda, czas  | Data                 | Miejsce                                 | Uwagi                                                                   |
| ---------- | ------ | -------------------------------------- | --------------- | ------------ | -------------------- | --------------------------------------- | ----------------------------------------------------------------------- |
| Zwycięstwo | 66-4-1 | Adam Balski (20-2)                     | KO              | 10 (12) 2:35 | 25 maja 2025         | Arena Kalisz, Kalisz                    | Zdobył tymczasowy pas WBC w wadze bridger. Main Event                   |
| Zwycięstwo | 65-4-1 | Pablo Cesar Vilanueva (12-4-1)         | UD              | 8            | 24 lutego 2024       | Opera i Filharmonia Podlaska, Białystok |                                                                         |
| Zwycięstwo | 64-4-1 | Edwin Mosquera (10-2-2, 6 KO)          | KO              | 1 (8), 1:24  | 4 listopada 2023     | Nosalowy Dwór, Zakopane                 |                                                                         |
| Zwycięstwo | 63-4-1 | Fábio Maldonado (29-7, 28 KO)          | TKO             | 7 (8), 2:50  | 7 października 2023  | Hala MOSiR, Jastrzębie-Zdrój            |                                                                         |
| Zwycięstwo | 62-4-1 | Sylvera Louis (9-8, 4 KO)              | KO              | 7 (8), 0:51  | 20 maja 2023         | Opera i Filharmonia Podlaska, Białystok |                                                                         |
| Zwycięstwo | 61-4-1 | Cesar Hernan Reynoso (17-18-4, 8 KO)   | TKO             | 6 (8), 1:40  | 29 października 2022 | Nosalowy Dwór, Zakopane                 |                                                                         |
| Zwycięstwo | 60-4-1 | Maximiliano Jorge Gomez (29-6)         | TKO             | 4 (8), 3:00  | 6 listopada 2021     | Nowy Sącz                               |                                                                         |
| Zwycięstwo | 59-4-1 | Wadym Nowopaszyn (6-3, 2 KO)           | PTS             | 8            | 17 lipca 2021        | Arena, Suwałki                          |                                                                         |
| Zwycięstwo | 58-4-1 | Taylor Mabika (19-4-1, 9 KO)           | UD              | 10           | 30 listopada 2019    | Nosalowy Dwór, Zakopane                 |                                                                         |
| Zwycięstwo | 57-4-1 | Alexandru Jur (18-2, 7 KO)             | UD              | 10           | 23 marca 2019        | Hala Sportowa, Łomża                    |                                                                         |
| Zwycięstwo | 56-4-1 | Al Sands (20-3, 17 KO)                 | TKO             | 2 (10) 1:19  | 6 października 2018  | Nosalowy Dwór, Zakopane                 |                                                                         |
| Zwycięstwo | 55-4-1 | Olanrewaju Durodola (27-5, 24 KO)      | UD              | 10           | 2 czerwca 2018       | G2A Arena, Rzeszów                      |                                                                         |
| Zwycięstwo | 54-4-1 | Adam Gadajew (17-14, 8 KO)             | TD              | 2 (8) 3:00   | 10 lutego 2018       | Nysa                                    |                                                                         |
| Przegrana  | 53-4-1 | Murat Gassijew (24-0, 15 KO)           | KO              | 3 (12) 1:57  | 21 października 2017 | Prudential Center, Newark               | Walka o mistrzostwo świata IBF.                                         |
| Zwycięstwo | 53-3-1 | Noel Gevor (22-0, 9 KO)                | SD              | 12           | 20 maja 2017         | Arena, Poznań                           |                                                                         |
| Zwycięstwo | 52-3-1 | Leon Harth (14-1, 9 KO)                | UD              | 12           | 10 grudnia 2016      | Hala „Orbita”, Wrocław                  |                                                                         |
| Zwycięstwo | 51-3-1 | Kai Kurzawa (37-4, 21 KO)              | TKO             | 4 (12) 2:22  | 28 maja 2016         | Arena Szczecin, Szczecin                |                                                                         |
| Zwycięstwo | 50-3-1 | Walerij Brudow (42-7, 25 KO)           | TKO             | 2 (8) 1:58   | 4 marca 2016         | Hala widowiskowo-sportowa, Sosnowiec    |                                                                         |
| Przegrana  | 49-3-1 | Grigorij Drozd (38-1, 24 KO)           | UD              | 12           | 27 września 2014     | Pałac Sportu Dynamo, Moskwa             | Stracił mistrzostwo świata WBC.                                         |
| Zwycięstwo | 49-2-1 | Giacobbe Fragomeni (31-3-2, 11 KO)     | TD              | 6 (12) 3:00  | 6 grudnia 2013       | UIC Pavilion, Chicago                   | Obronił mistrzostwo świata WBC.                                         |
| Zwycięstwo | 48-2-1 | Rachim Czachkijew (16-0, 11 KO)        | TKO             | 8 (12) 2:03  | 21 czerwca 2013      | Pałac Sportu Dynamo, Moskwa             | Obronił mistrzostwo świata WBC.                                         |
| Zwycięstwo | 47-2-1 | Francisco Palacios (21-1, 12 KO)       | UD              | 12           | 22 września 2012     | Hala Stulecia, Wrocław                  | Obronił mistrzostwo świata WBC.                                         |
| Zwycięstwo | 46-2-1 | Danny Green (31-4, 26 KO)              | TKO             | 11 (12) 2:15 | 30 listopada 2011    | Challenge Stadium, Perth                | Obronił mistrzostwo świata WBC.                                         |
| Zwycięstwo | 45-2-1 | Francisco Palacios (20-0, 12 KO)       | SD              | 12           | 2 kwietnia 2011      | Łuczniczka, Bydgoszcz                   | Obronił mistrzostwo świata WBC.                                         |
| Zwycięstwo | 44-2-1 | Jason Robinson (19-5, 11 KO)           | UD              | 12           | 25 września 2010     | Torwar, Warszawa                        | Obronił mistrzostwo świata WBC.                                         |
| Zwycięstwo | 43-2-1 | Giacobbe Fragomeni (26-2-1, 9 KO)      | TKO             | 8 (12) 0:44  | 15 maja 2010         | Atlas Arena, Łódź                       | Zdobył mistrzostwo świata WBC.                                          |
| Zwycięstwo | 42-2-1 | Konstantin Semerdjiew (28-11-2, 17 KO) | UD              | 8            | 27 listopada 2009    | hala widowiskowo-sportowa, Ełk          |                                                                         |
| Remis      | 41-2-1 | Giacobbe Fragomeni (26-1, 9 KO)        | PTS             | 12           | 16 maja 2009         | Il GranTeatro, Rzym                     | Walka o mistrzostwo świata WBC.                                         |
| Zwycięstwo | 41-2   | Gabor Gyuris (6-11, 0 KO)              | KO              | 1 (8) 1:56   | 5 kwietnia 2008      | CeSiR, Warka                            |                                                                         |
| Zwycięstwo | 40-2   | Gabor Halasz (20-10, 8 KO)             | TKO             | 4 (10) 1:30  | 9 lutego 2008        | Hala Globus, Lublin                     |                                                                         |
| Zwycięstwo | 39-2   | Moyoyo Mensah (14-4-1, 8 KO)           | TKO             | 5 (10) 1:42  | 15 grudnia 2007      | Hala Podpromie, Rzeszów                 |                                                                         |
| Zwycięstwo | 38-2   | Dominique Alexander (16-3-1, 8 KO)     | KO              | 1 (12) 2:13  | 20 października 2007 | Centrum Expo, Warszawa                  | Zdobył mistrzostwo świata IBC.                                          |
| Przegrana  | 37-2   | Steve Cunningham (19-1, 10 KO)         | MD              | 12           | 26 maja 2007         | Spodek, Katowice                        | Stracił mistrzostwo świata IBF.                                         |
| Zwycięstwo | 37-1   | Steve Cunningham (19-0, 10 KO)         | SD              | 12           | 25 listopada 2006    | Torwar, Warszawa                        | Zdobył mistrzostwo świata IBF.                                          |
| Zwycięstwo | 36-1   | Mircea Telecan (5-14-2, 3 KO)          | TKO             | 1 (8) 2:25   | 1 lipca 2006         | Kępno                                   |                                                                         |
| Zwycięstwo | 35-1   | Imamu Mayfield (25-6-2, 15 KO)         | UD              | 12           | 25 marca 2006        | Siedlce                                 | Zdobył pas regionalnego mistrza świata WBC oraz mistrzostwo świata IBC. |
| Zwycięstwo | 34-1   | Sebastian Hill (10-9, 6 KO)            | UD              | 6            | 26 listopada 2005    | Copernicus Center, Chicago              |                                                                         |
| Zwycięstwo | 33-1   | Hector Alfredo Avila (13-4-1, 8 KO)    | KO              | 6 (10) 2:06  | 24 września 2005     | Mysłowice                               |                                                                         |
| Zwycięstwo | 32-1   | John Keeton (25-11, 14 KO)             | TKO             | 3 (10) 3:00  | 11 czerwca 2005      | Gorzów Wielkopolski                     | Obronił młodzieżowe mistrzostwo świata WBC.                             |
| Zwycięstwo | 31-1   | Rüdiger May (40-3-3, 8 KO)             | KO              | 10 (10)      | 16 kwietnia 2005     | Bydgoszcz                               | Zdobył mistrzostwo Unii Europejskiej EBU.                               |
| Zwycięstwo | 30-1   | Tefouet Dieudonne (11-3-1, 10 KO)      | KO              | 8 (12)       | 19 lutego 2005       | Wołów                                   |                                                                         |
| Zwycięstwo | 29-1   | Bryan Blakely (13-24-2, 3 KO)          | TKO             | 3 (6) 1:38   | 21 stycznia 2005     | The Belvedere, Elk Grove                |                                                                         |
| Zwycięstwo | 28-1   | Bruce Oezbek (10-17, 7 KO)             | TKO             | 7 (8)        | 19 grudnia 2004      | Rzeszów                                 |                                                                         |
| Zwycięstwo | 27-1   | Joseph Marwa (16-3-1, 4 KO)            | UD              | 10           | 25 września 2004     | Opole                                   | Obronił młodzieżowe mistrzostwo świata WBC.                             |
| Zwycięstwo | 26-1   | Alain Simon (38-8-3, 24 KO)            | TKO             | 6 (12)       | 5 czerwca 2004       | Dąbrowa Górnicza                        | Zdobył mistrzostwo świata WBF.                                          |
| Zwycięstwo | 25-1   | Stefan Stanko (4-39-1, 3 KO)           | TKO             | 2 (6)        | 24 kwietnia 2004     | Dąbrowa Górnicza                        |                                                                         |
| Zwycięstwo | 24-1   | Raymond Ochieng (3-1, 2 KO)            | TKO             | 1 (10) 0:35  | 27 marca 2004        | Hala MOSiR, Radom                       | Obronił międzynarodowe mistrzostwo Polski.                              |
| Zwycięstwo | 23-1   | Sergey Karanevich (17-8, 7 KO)         | SD              | 10           | 13 grudnia 2003      | Hala Okrąglak, Opole                    | Zdobył młodzieżowe mistrzostwo świata WBC.                              |
| Zwycięstwo | 22-1   | Attila Huszka (2-9-2, 2 KO)            | TKO             | 1            | 24 października 2003 | Hala „Orbita”, Wrocław                  |                                                                         |
| Zwycięstwo | 21-1   | Roberto Coelho (32-9, 22 KO)           | UD              | 10           | 28 czerwca 2003      | Opole                                   | Obronił międzynarodowe mistrzostwo Polski.                              |
| Przegrana  | 20-1   | Pawieł Mielkomian (13-0, 6 KO)         | TD              | 4 (12) 3:00  | 26 kwietnia 2003     | Sport- und Kongresshalle, Schwerin      | Walka o pas WBA Inter-Continental.                                      |
| Zwycięstwo | 20-0   | Goodman Kwinana (2-11-3, 1 KO)         | KO              | 5 (8)        | 15 lutego 2003       | Hala MOSiR, Zabrze                      |                                                                         |
| Zwycięstwo | 19-0   | Ismail Abdoul (18-1, 7 KO)             | TKO             | 12 (12)      | 23 listopada 2002    | Opole                                   | Obronił pas IBF Inter-Continental.                                      |
| Zwycięstwo | 18-0   | Marian Garoseanu (0-6, 0 KO)           | KO              | 1 (6)        | 18 października 2002 | Kozienice                               |                                                                         |
| Zwycięstwo | 17-0   | Sergei Krupenich (2-5, 0 KO)           | TKO             | 5 (10)       | 21 września 2002     | Stargard                                | Zdobył międzynarodowe mistrzostwo Polski.                               |
| Zwycięstwo | 16-0   | Zoltan Komlosi (1-7-1, 1 KO)           | PTS             | 6            | 22 czerwca 2002      | Płock                                   |                                                                         |
| Zwycięstwo | 15-0   | Badara M'baye (11-5, 6 KO)             | KO              | 6 (12)       | 4 maja 2002          | Hala Stulecia, Wrocław                  | Obronił pas IBF Inter-Continental.                                      |
| Zwycięstwo | 14-0   | Rodney Phillips (6-12, 4 KO)           | KO              | 2 (6)        | 6 kwietnia 2002      | Łódź                                    |                                                                         |
| Zwycięstwo | 13-0   | Otto Nemeth (2-0, 1 KO)                | TKO             | 1 (6)        | 23 lutego 2002       | Włocławek                               |                                                                         |
| Zwycięstwo | 12-0   | Vincenzo Rossitto (20-0-1, 11 KO)      | TKO             | 10 (12)      | 7 grudnia 2001       | Quartucciu                              | Zdobył pas IBF Inter-Continental.                                       |
| Zwycięstwo | 11-0   | Vladislav Druso (0-4, 0 KO)            | UD              | 8            | 27 października 2001 | Pruszków                                |                                                                         |
| Zwycięstwo | 10-0   | Gyorgy Orsolya (4-7, 0 KO)             | TKO             | 2            | 29 września 2001     | Poznań                                  |                                                                         |
| Zwycięstwo | 9-0    | Attila Szombathelyi (2-0, 1 KO)        | KO              | 3            | 30 czerwca 2001      | Tarnów                                  |                                                                         |
| Zwycięstwo | 8-0    | Rene Janvier (14-15-2, 3 KO)           | UD              | 8            | 26 maja 2001         | Warszawa                                |                                                                         |
| Zwycięstwo | 7-0    | Radoslaw Milutinović (3-1, 0 KO)       | PTS             | 6            | 28 kwietnia 2001     | Jaworzno                                |                                                                         |
| Zwycięstwo | 6-0    | Dusan Pasić (2-1, 1 KO)                | TKO             | 2            | 31 marca 2001        | Środa Wielkopolska                      |                                                                         |
| Zwycięstwo | 5-0    | Roman Kaloczai (0-0, 0 KO)             | TKO             | 4            | 24 lutego 2001       | Nowy Sącz                               |                                                                         |
| Zwycięstwo | 4-0    | Roman Nikodem (0-5, 0 KO)              | TKO             | 3            | 3 lutego 2001        | Warszawa                                |                                                                         |
| Zwycięstwo | 3-0    | Robert Bycek (0-1, 0 KO)               | KO              | 1            | 9 grudnia 2000       | Katowice                                |                                                                         |
| Zwycięstwo | 2-0    | Anton Lascek (0-12-1, 0 KO)            | TKO             | 2            | 2 września 2000      | Chorzów                                 |                                                                         |
| Zwycięstwo | 1-0    | Andrei Georgiev (5-2, 2 KO)            | KO              | 2            | 10 czerwca 2000      | Elbląg                                  | Debiut w zawodowym boksie.                                              |

TKO – techniczny nokaut, KO – nokaut, UD – jednogłośna decyzja, SD- niejednogłośna decyzja, MD – decyzja większości, PTS – walka zakończona na punkty, TD – decyzja techniczna, DQ – dyskwalifikacja

## Mieszane sztuki walki
25 lipca 2023 federacja Fame MMA organizująca tzw. freak fighty ogłosiła w mediach społecznościowych zakontraktowanie Włodarczyka. W nowej formule walki, jaką będą mieszane sztuki walki (MMA), początkowo miał zadebiutować 2 września w krakowskiej Tauron Arenie, walcząc przeciwko aktorowi i freak fighterowi, Arkadiuszowi Tańculi, jednak do walki nie doszło przez nieścisłości kontraktowe z Fame MMA. Oczekiwano, że zadebiutuje w Fame MMA w łódzkiej Atlas Arenie w walce z Amadeuszem Roślikiem, jednak po zmianie lokalizacji gali Fame 22: Ultimate na warszawski Stadion PGE Narodowy ogłoszono, że 31 sierpnia 2024 zmierzy się z Jarosławem Jarząbkowskim. Na miesiąc przed tym wydarzeniem Jarząbkowski poinformował kibiców o kontuzji Włodarczyka, która prawdopodobnie wykluczałaby go z walki w formule MMA. Włodarczyk zaprzeczył wycofaniu się z walki i wyraził chęć jej stoczenia. Niedługo później federacja Fame MMA otrzymała od Włodarczyka dokumentację medyczną, która potwierdziła kontuzję stawu skokowego i poinformowała, że ten musi walczyć w obuwiu dla zwiększenia stabilności w uszkodzonym stawie. 28 sierpnia 2024 organizatorzy walki poinformowali o usunięciu Włodarczyka z federacji m.in. z powodu jego nieobecności na konferencji promującej galę.

## Działalność pozasportowa
Wystąpił epizodycznie w serialach: Samo życie (2002), Kasia i Tomek (2003), Twarzą w twarz (2007), Chichot losu (2010), Wszyscy kochają Romana (2011) i M jak miłość (2012–2013), a także w filmie Ring Wolny (2014).
Zagrał w teledysku do piosenki „I żeby było normalnie” (2010).
W 2008 uczestniczył w ósmej edycji programu rozrywkowego TVN Taniec z gwiazdami (2008), poza tym był bohaterem polskiej edycji programu W domu u... i gościem talk-show Szymon Majewski Show. Wystąpił jako gość w programach: Wojownicy i Dzień z mistrzem (2009), Zacisze gwiazd, Grunt to rodzinka, Pięściarze, Supermen i Kuba Wojewódzki (2010), Granice kariery i Kocham cię, Polsko! (2012), Wojna gwiazd (2013) oraz dwukrotnie w Asie wywiadu (2013, 2014).

## Życie prywatne
W latach 2007–2018 był żonaty z Małgorzatą Babilońską, z którą ma syna Cezarego (ur. 2003). Z pozamałżeńskiego związku z Magdaleną Radomską ma córkę, Zuzannę (ur. 2014). W 2017 związał się z Karoliną Olszewską, z którą wziął ślub w 2025. Mają córkę Marię (ur. 2019).
21 lipca 2011 trafił do szpitala na oddział detoksykologiczny po przedawkowaniu środków antydepresyjnych, które przyjmował w związku z depresją spowodowaną kłopotami osobistymi.
Podczas kampanii wyborczej przed wyborami samorządowymi wsparł kandydata Sojuszu Lewicy Demokratycznej na prezydenta Kielc, Jana Gieradę.
W styczniu 2021 rozpoczął wykonywanie wyroku pięciu miesięcy pozbawienia wolności w związku ze skazaniem za złamanie sądowego zakazu prowadzenia pojazdów mechanicznych.